# 何恩廷

何恩廷中將，1971年時攝。

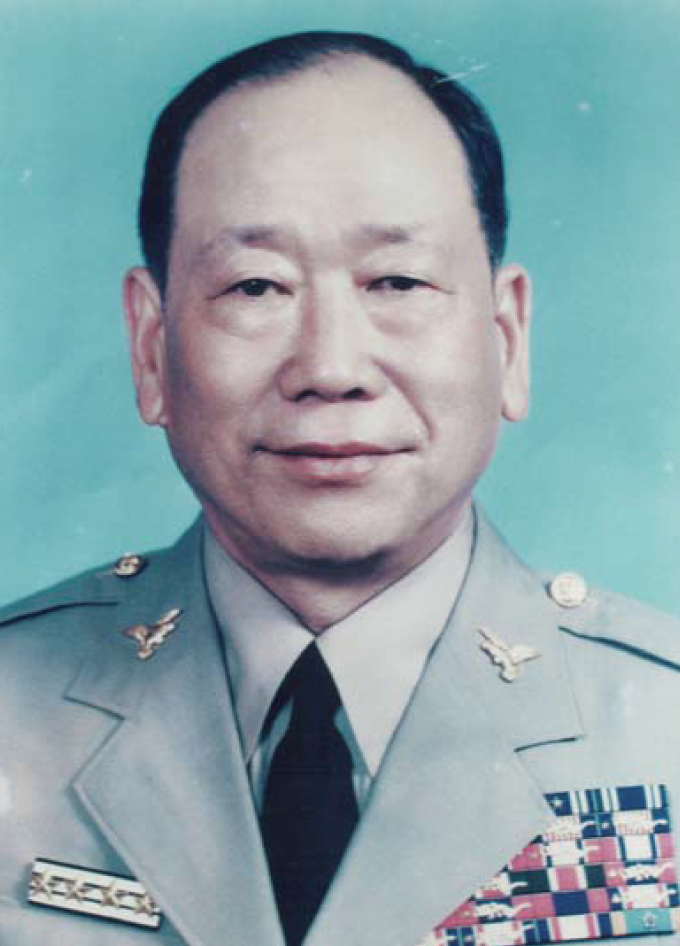
警政署署長時期的何恩廷中將。

何恩廷（1919年1月13日—2010年11月3日），河北正定人，中華民國陸軍、中華民國海軍與中華民國海軍陸戰隊中將，為國軍將領中少有能橫跨軍、警與情治三大系統者。

## 生平簡介
- 1937年，高中畢業，適逢盧溝橋事變，投筆從戎，報考中央陸軍官校第十四期步科。
- 1939年，步科畢業，調任西安王曲第七分校受訓，結訓分發為第七分校排長，再至連長，後任教育幹部。
- 1944年，調任砲兵52團連長，駐守北平。晉升中校後歷任208師、222師營長。（註：201師-209師為中國青年軍，屬美式師；208師後擴編為87軍，參見段澐條）
- 1945年日本戰敗，國民黨與共產黨不久爆發衝突，與國民黨於華北展開多起戰鬥，何恩廷也率部參與其中（參見1945年國共衝突）。期間親共的美國駐華特使喬治·卡特萊特·馬歇爾居間以中斷軍援為脅迫手段，約束蔣介石進行停戰談判，此時原本為劣勢的共產黨軍隊得以喘息更擴大實力‧（見第二次國共內戰）
- 1948年，國共爆發，何恩廷曾在塘大戰役擊敗共产党的军队，後奉命南撤。
- 1949年，由於國軍部隊（國民革命軍）將領紛紛叛變加入共產黨，蔣下令重建陸戰隊，222師改編為陸二師（海軍陸戰隊第二師），時任二師六團中校副團長；後晉升為陸戰第一旅第一團上校團長。
- 1950年，參與了海南榆林戰役（中共稱為海南島戰役），獲頒寶鼎勳章一座。
- 1953年，以代號「河北支隊」，率領第一旅進行了東山島戰役。
- 1957年7月，擔任海軍陸戰隊學校校長。
- 1958年元月，晉升少將，任陸戰第1師師長。入圓山軍官團高級班第2期受訓。
- 1965年，任海軍陸戰隊副司令兼澎防部（澎湖防衛司令部，現降為澎湖防衛指揮部）副司令。
- 1969年，晉升海軍陸戰隊中將副司令。
- 1971年，任海軍陸戰隊司令。
- 1973年5月9日，中華民國現代五項暨冬季兩項運動協會成立，擔任第一任理事長。陸戰隊提供勝利北營區土地供協會訓練使用。（勝利北營區現址為國家體育場 (高雄市)）
- 1979年，臺灣警備總司令部副總司令任內期間，發生美麗島事件，何恩廷南下指揮憲、警、調行動。
- 1980年，任內政部警政署署長兼臺灣省警務處長。
- 1984年，中華民國國家安全局副局長任內，發生了蓬萊島雜誌案。
- 2010年，11月3日病逝於臺灣，11月24日於臺北市公祭。

## 參與戰役
- 戡亂剿共戰役
- 塘沽戰役
- 海南島榆林港（海南島戰役）
- 積谷山戰役
- 萬山群島戰役
- 南山衛反登陸戰（中國共產黨戰史稱清洲島登陸戰）
- 突擊東山島戰役

## 外部連結
- 何恩廷將軍簡歷  （页面存档备份，存于）
- 中華民國現代五項暨冬季兩項運動協會  （页面存档备份，存于）
- 陸戰隊故司令何恩廷先生專題報導  （页面存档备份，存于）

| 前任： 袁國徵 | 中華民國海軍陸戰隊司令 1971.03.16—1975.06.15 | 繼任： 孔令晟 |